# Банатска улица (Земун)
| Банатска улица | Банатска улица                           |
| -------------- | ---------------------------------------- |
|                |                                          |
| Општина        | Земун                                    |
| Почетак        | Париске комуне Угриновачка и Бачка улица |
| Крај           | Цара Душана                              |
| Дужина         | 44.840747 m                              |
| Ширина         | 20.406761 m                              |
|                |                                          |
|                |                                          |

Банатска улица се налази у општини Земун и у Горњоградском округу.

## Траса
Банатска улица почиње на раскрсници Угриновачке и Бачке (чији је продужетак). Иде на север, прелази улице Сомборске (лево), Вршачке, Војвођанске и Скопљанске (десно) и завршава се у улици Цара Душана.

## Име
Његово име асоцира на историјски крај Баната.

## Значајни објекти
Дуж Банатске улице се налази више објеката и сервиса за грађане.
Посебно се издваја Институт за примену нуклеарне енергије (Институт за примену нуклеарне енергије; скраћено: ИНЕП) налази се у улици број 31; основан 1959. године, овај мултидисциплинарни институт обавља научна истраживања у областима биологије, хемије, медицине и физике.

## Саобраћај
Улицу саобраћа аутобуска линија 612 (Нови Београд Похорска – Кванташка пијаца – Нова Галеника) предузећа ГСП Београд.